# Верхнее Уэле

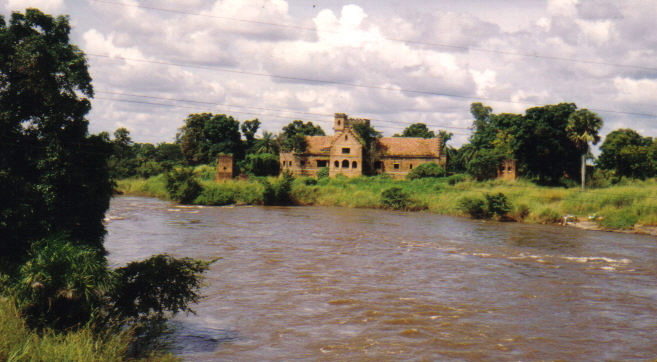
Замок Дунгу, построенный бельгийскими колонистами (1986 год)

Верхнее Уэле (фр. Haut-Uele) — провинция Демократической Республики Конго, расположенная на севере-востоке страны.

## География и население
До конституционной реформы 2005 года провинция Верхнее Уэле была частью бывшей Восточной провинции. Административный центр — город Исиро. Своё название провинция получила от реки Уэле, которая протекает по её территории.
Население провинции — 1 920 867 человек (2005).

## Территории
- Дунгу[англ.]
- Фарадже[фр.]
- Ниангара[фр.]
- Рунгу
- Вамба
- Ватса[фр.]

### Деревни
- Макомбо[англ.]